# کررووو
کررووو (به لهستانی:  Krerowo) یک روستا در لهستان است که در Gmina Kleszczewo واقع شده‌است.
 کررووو  ۲۷۴ نفر جمعیت دارد.